# Lorenaberge

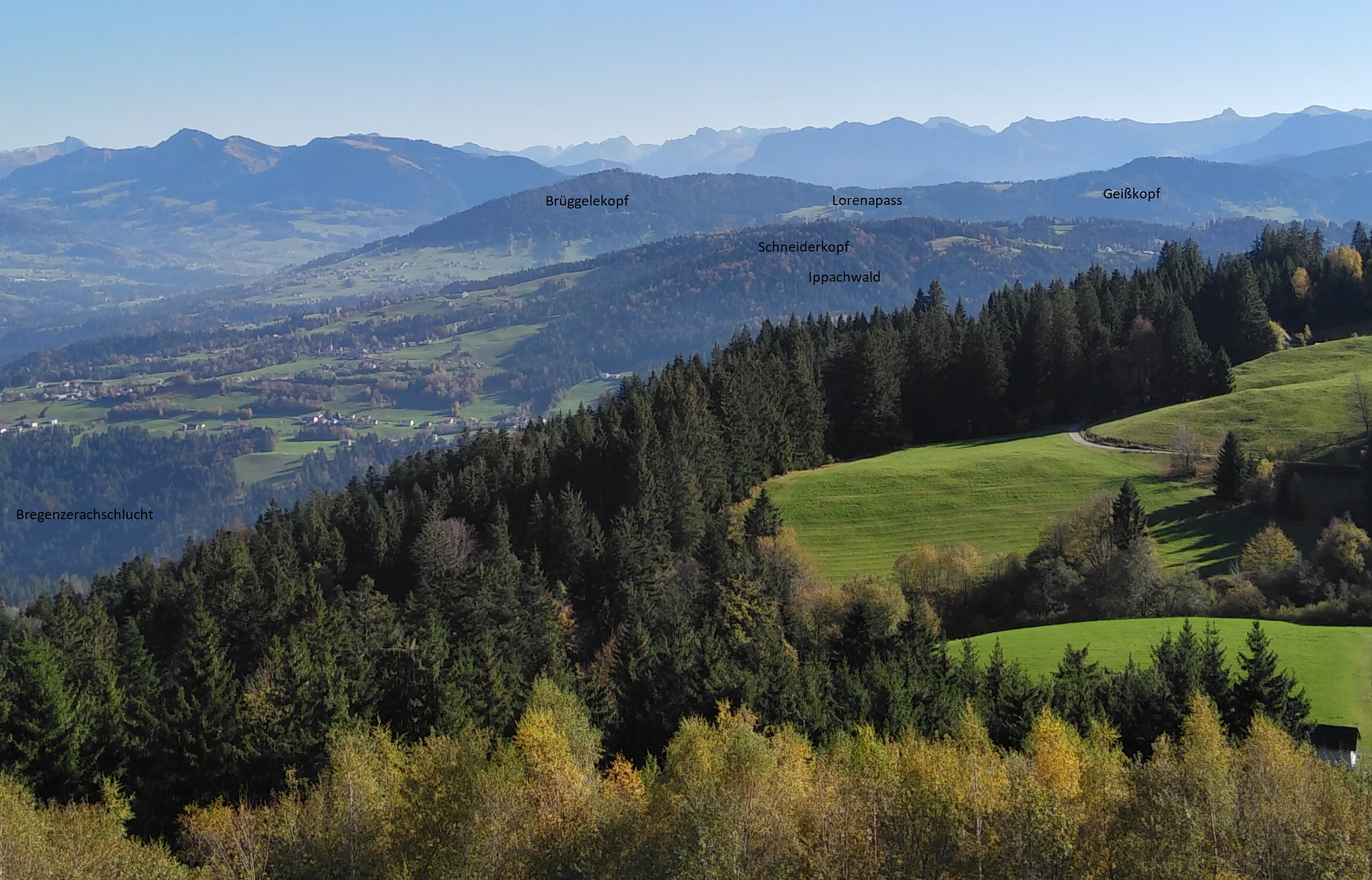
Lorenaberge vom Pfänder aus gesehen

Die Lorenaberge sind eine Gebirgsgruppe im österreichischen Bundesland Vorarlberg.
Im Alpenvereinsführer aus dem Jahre 1977 und in der internationalen vereinheitlichten orographischen Einteilung der Alpen (SOIUSA) sind sie eine von 11 bzw. 13 Untergruppen des Bregenzerwaldgebirges.

## Einordnung
| Einordnung nach SOIUSA | Einordnung nach SOIUSA | Einordnung nach SOIUSA          |
| ---------------------- | ---------------------- | ------------------------------- |
| Teil                   | II                     | Ostalpen                        |
| Sektor                 | II/B                   | Nördliche Ostalpen              |
| Abschnitt              | 22                     | Bayerische Alpen                |
| Sektor                 | 22/A                   | Allgäuer und Bregenzer Alpen    |
| Unterabschnitt         | 22.I                   | Bregenzerwaldgebirge            |
| Obergruppe             | 22.I.A                 | Westliches Bregenzerwaldgebirge |
| Gruppe                 | 22.I.4                 | First-Hochälpele-Geißkopf-Kette |
| Untergruppe            | 22.I.4.c               | Lorenaberge i. w. S.            |

## Lage und Umgrenzung
Die Lorenaberge im weiteren Sinne liegen zwischen dem unteren Vorarlberger Rheintal  (Höhe Wolfurt bis Dornbirn) und Egg im Bregenzerwald. Sie sind die nördlichste Gruppe des Bregenzerwaldgebirges.
Die Begrenzung der Lorenaberge läuft im Uhrzeigersinn entlang der Linie Bregenzer Ach – Losenbach – Losenpass (Bödele) – Bödelesee – Winsauer Bach – Stauder Bach – Schwarzach (Schwarzachtobel) – Rheintalebene von Schwarzach bis Wolfurt. Am Losenpass ist die Verbindung zur Hochälpele-Weißenfluh-Gruppe.

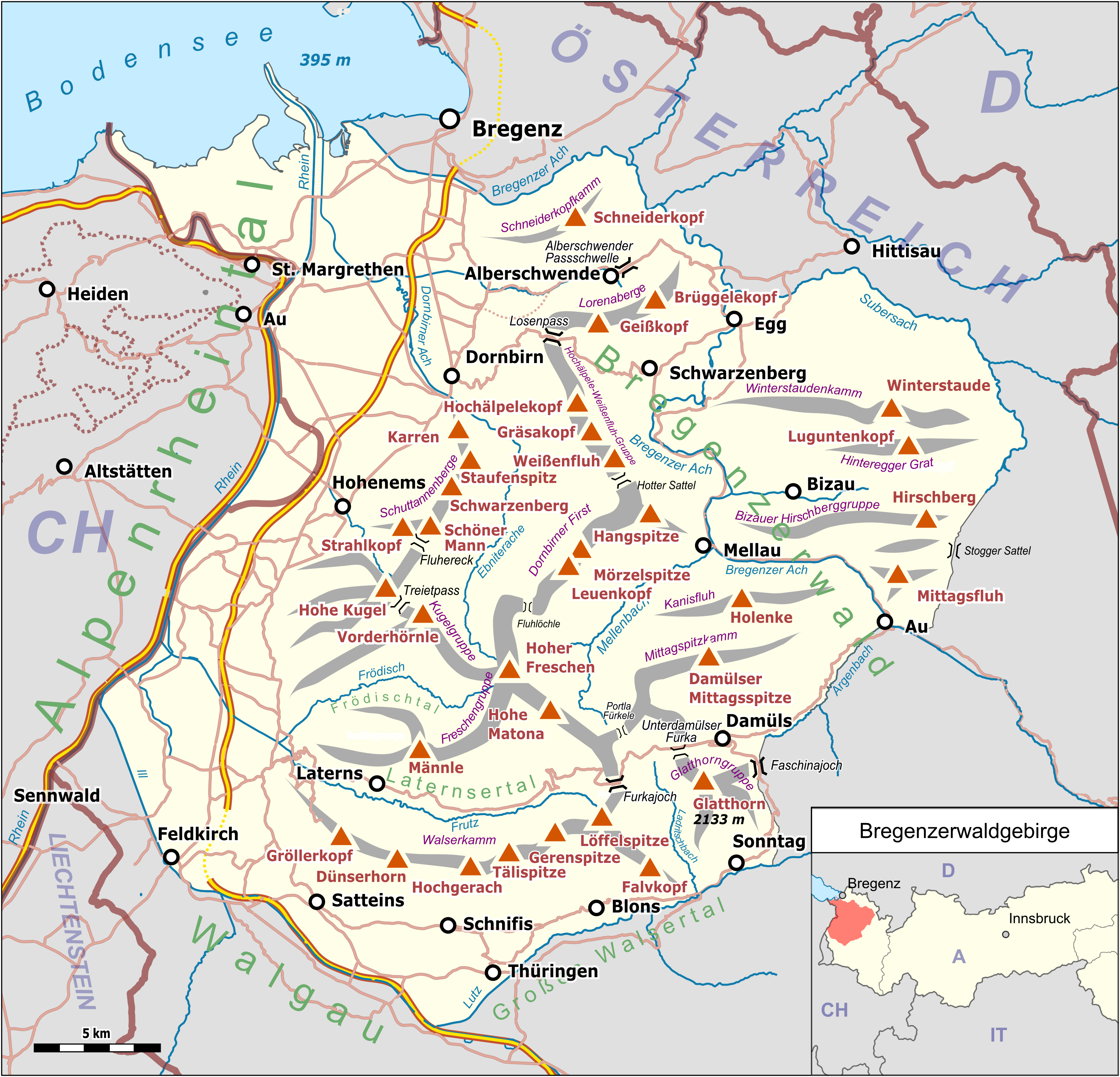
Im Norden sind der Schneiderkopfkamm und die Lorenaberge im engeren Sinne

|                       | Pfänderstock                 | Sulzberg-Rücken                  |
| Vorarlberger Rheintal |                              | Nagelfluhkette Winterstaudenkamm |
|                       | Hochälpele-Weißenfluh-Gruppe |                                  |

## Geologie
Die Lorenaberge gehören geologisch zur voralpinen Molasse, die sich während der im Paläogen (66 mya) einsetzenden Alpenauffaltung im voralpinen Becken während des Neogens (ab 22 mya) bildete und bei fortdauernder Orogenese verformte und faltete. Die gröberen Bestandteile der Molasse blieben in Alpennähe liegen und formten die sogenannte Nagelfluh und Sandsteine. Die subalpine Molasse ist eine Übergangslandschaft zwischen Alpen und Alpenvorland. In der letzten Eiszeit haben die Gletscher die Lorenaberge abgeschliffen, daher kommen ihre flachen Rundungen. Hier kam das Eis aus dem Bregenzerwald mit dem Rheingletscher zusammen.

## Gipfel und Sättel
Die SOIUSA teilt die Lorenaberge i.w.S. in zwei Sektoren ein: Die Lorenaberge im engeren Sinne erstrecken sich vom Losenpass bis zur Alberschwender Passschwelle mit dem Geißkopf und dem Brüggelekopf. Nach der Alberschwender Passschwelle und dem Schwarzachtobel folgt nördlich das Gebiet des Schneiderkopfes (Schneiderkopfkamm oder Steußberg).
In der folgenden Tabelle sind die benannten Gipfel und Sättel von Süden nach Norden aufgelistet.
| Sektor                                     | Gipfel/Sattel               | Höhe m ü. A. | Anmerkung                        |
| ------------------------------------------ | --------------------------- | ------------ | -------------------------------- |
| a. Lorenaberge i.e.S. (Geiß-Brüggele-Kamm) | Losenpass                   | 1139         | Bödele                           |
| a. Lorenaberge i.e.S. (Geiß-Brüggele-Kamm) | Geißkopf                    | 1198         |                                  |
| a. Lorenaberge i.e.S. (Geiß-Brüggele-Kamm) | Lorenapass                  | 1050         |                                  |
| a. Lorenaberge i.e.S. (Geiß-Brüggele-Kamm) | Brüggelekopf                | 1182         |                                  |
|                                            | Alberschwender Passschwelle | 0710         | hier liegt der Ort Alberschwende |
| b. Schneiderkopfkamm                       | Schneiderkopf               | 0971         |                                  |

## Tourismus

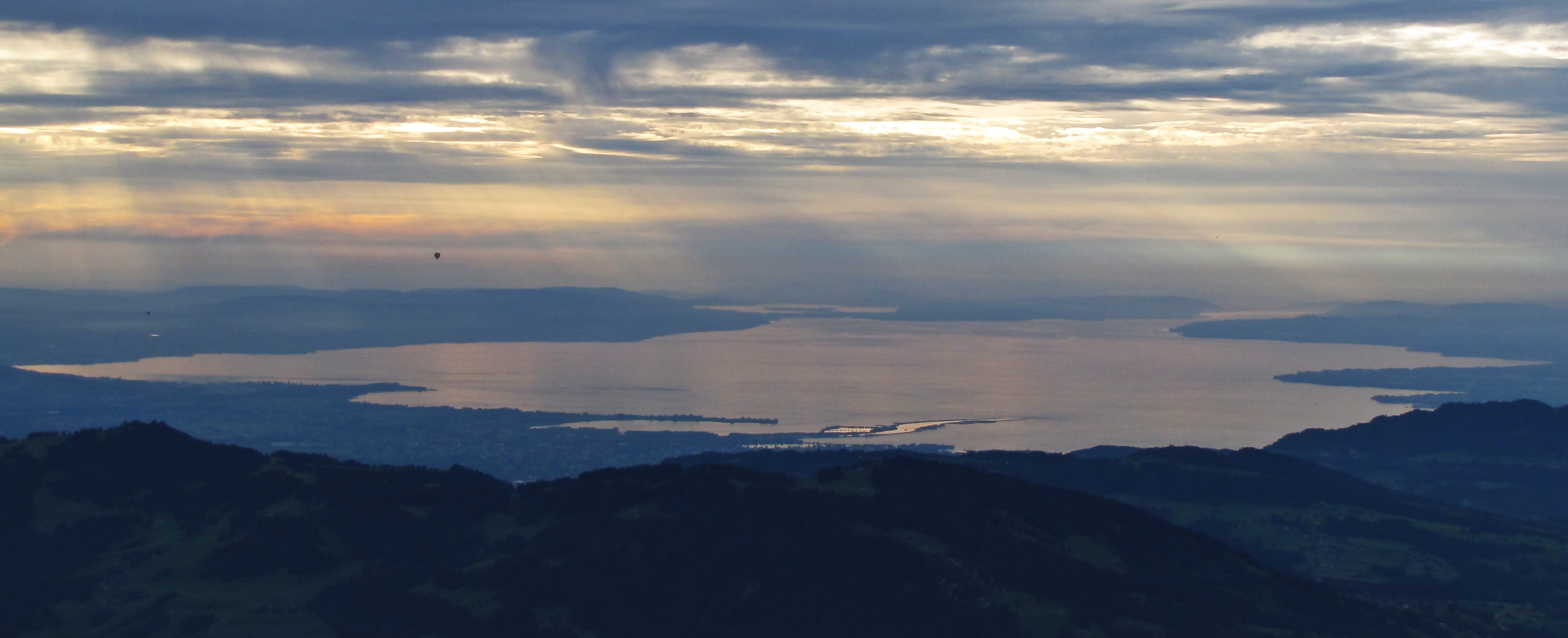
Lorenaberge von Osten aus gesehen, Blick von der Winterstaude

Im Gebiet der Lorenaberge sind folgende Sehenswürdigkeiten und Orte touristisch interessant:
- Bregenzerachschlucht[5]: Europaschutzgebiet
- Ippachwald (naturbelassener Wald)
- Schloss Wolfurt[6]
- Doppelmayr Zoo[7]
- Wallfahrtskirche Bildstein[8]
- Schigebiet Schneiderkopf-Buch[9]
- Schigebiet Brüggelekopf-Alberschwende[10]
- Schwarzachtobel[11]: Biotop mit seltenen Bäumen und auch geologisch interessant
- Farnachmoos[12]: Naturschutzgebiet
- Brüggelekopf[13]
- Schwarzenberg
- Hängebrücke Doren[14]
- Wälderbahntrasse[15]

## Bilder

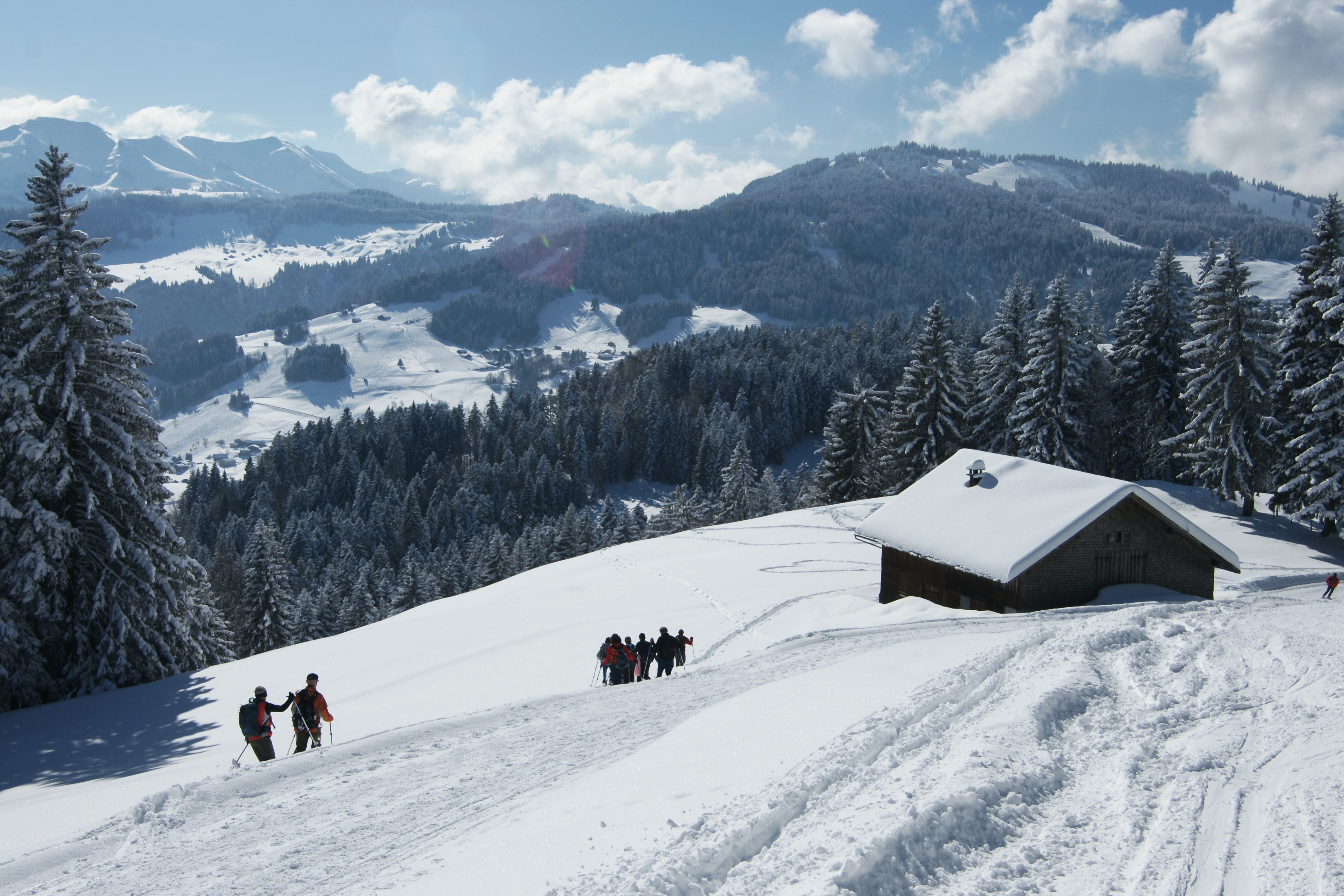
Tourengeher unterhalb vom Brüggelekopf

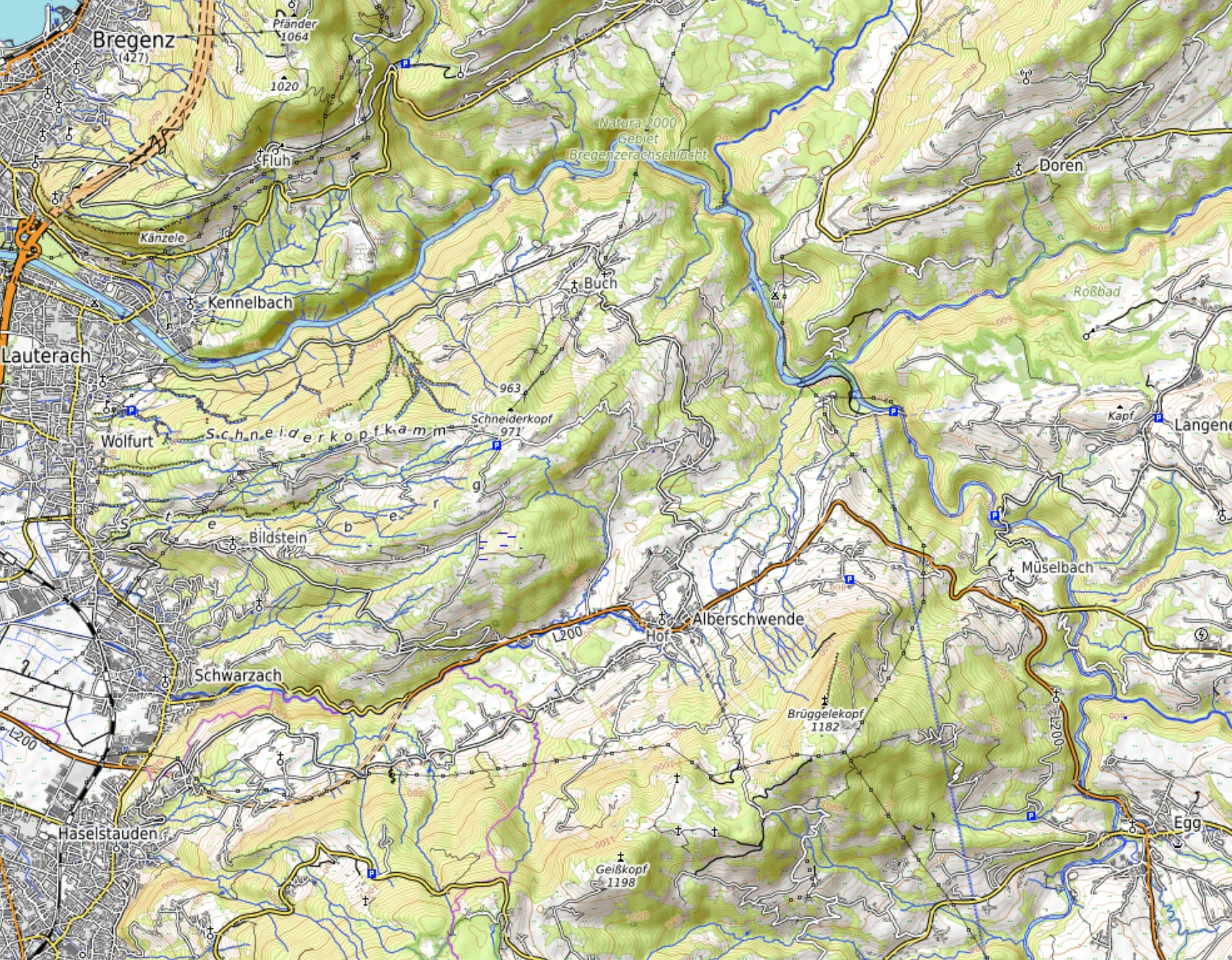
Topografische Karte der Lorenaberge

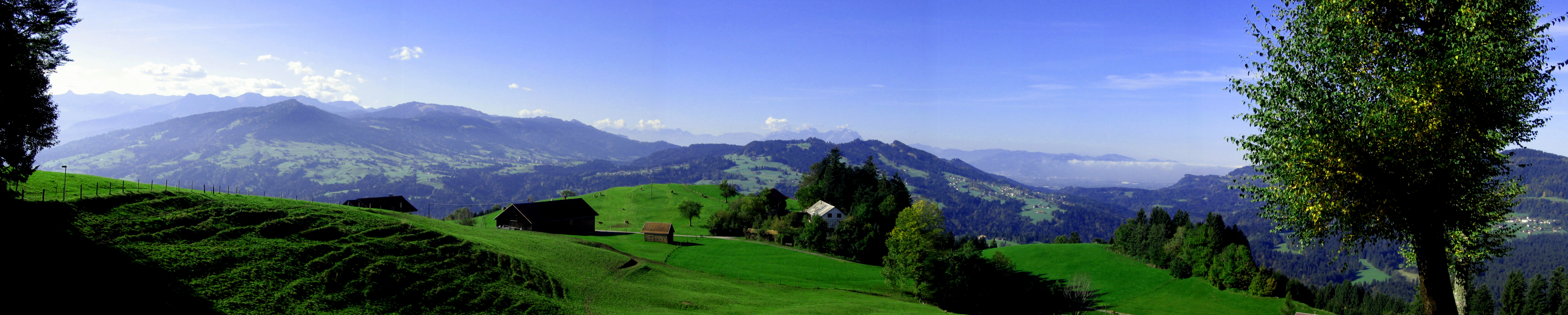
Doren Panorama, Lorenaberge von Norden aus: Die mittleren Bergketten sind die Lorenaberge, links die Lorenaberge im engeren Sinne mit dem Brüggelekopf, in der Bildmitte der Schneiderkopf.

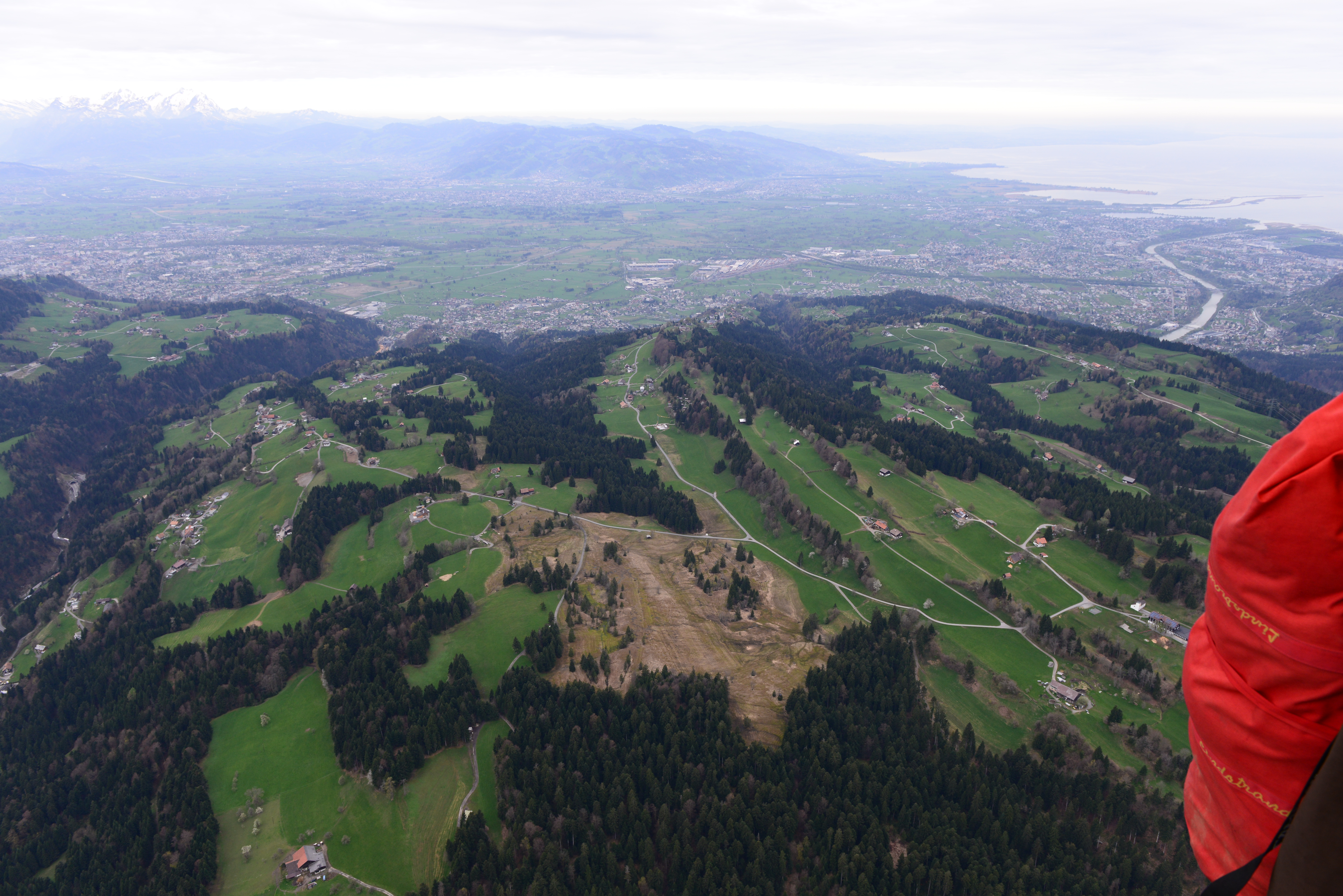
Farnachmoos Naturschutzgebiet, Blick auf das Schneiderkopfgebiet, hinten das Rheintal und der Bodensee